# Premi austríac per a la memòria de l'holocaust
El Premi austríac per a la memòria de l'holocaust (Austrian Holocaust Memorial Award o AHMA) fou creat el 1998 per l'organització Servei austríac a l'estranger. Aquest premi és concedit anualment a una persona que s'ha esforçar especialment a conservar la memòria a la Shoah (Holocaust).
Des de 1992 joves austríacs presten el Servei austríac de la memòria, com a alternativa al servei militar, a països com Alemanya, Argentina, Bèlgica, Bulgària, Xina, Estats Units, França, Països Baixos, Hongria, Anglaterra, Israel, Itàlia, Lituània, Polònia, República Txeca, Rússia i Ucraïna. D'aquesta manera, joves austríacs assumeixen responsabilitats pels crims comesos també per nacionalistes austríacs, realitzant tasques d'ajuda en museus i arxius relacionats amb l'Holocaust. L'objectiu d'aquest premi, és anomenar una persona que recolzi la commemoració a l'holocaust de manera qualificada.

## Guardonats
- 2006 Professor Pan Guang.
- 2007 Alberto Dines[2]
- 2008 Robert Hébras
- 2009 Jay M. Ipson[3]
- 2010 Eva Marks[4]
- 2011 Auschwitz Jewish Center, Oswiecim, Polònia[5]
- 2012 Ladislaus Löb, Brighton[6]
- 2013 Hugo Höllenreiner, Ingolstadt, Alemanya[7]
- 2014 Margers Vestermanis, Riga[8]
- 2015 Erika Rosenberg, Buenos Aires, Argentina
- 2016 Giorgio Frassineti, Predappio (Forlì), Itàlia
- 2017 Ruben Fuks, Belgrad, Sèrbia
- 2018 Alla Gerber i Ilja Altman, Moscou, Rússia
- 2019 Tomislav Dulic, Uppsala, Suècia